# Договір у Сан-Ільдефонсо (1777)
Пе́рший доѓовір у Сан-Ільдефо́нсо був підписаний 1 жовтня 1777 року між Іспанією і Португалією в іспанському містечку Сан-Ільдефонсо. Договір завершив іспансько-португальську війну. Угода переважно врегульовувала територіальні суперечки в районі річки Ла-Плата. Згідно з договором, Іспанія передала Португалії значні території, що увійшли до складу Бразилії (тобто Амазонію) в обмін на повернення контролю над Уругваєм (тоді Banda Oriental), острів Фернандо-По і територію африканського узбережжя між гирлами річок Нігер і Огове. Договір також віддав Португалії територію Помбала і підтвердив Мадридський договір 1750 року.